# Grand Prix Španělska 1972
Grand Prix Španělska 1972 (oficiálně XVIII Gran Premio de España) se jela na okruhu Circuito del Jarama v Madridu ve Španělsku dne 1. května 1972. Závod byl třetím v pořadí v sezóně 1972 šampionátu Formule 1.

## Závod
| Poř.   | No. | Jezdec               | Konstruktér    | Počet kol | Čas/Odstoupení    | Pořadí na startu | Body |
| ------ | --- | -------------------- | -------------- | --------- | ----------------- | ---------------- | ---- |
| 1      | 5   | Emerson Fittipaldi   | Lotus-Ford     | 90        | 2:03:41.2         | 3                | 9    |
| 2      | 4   | Jacky Ickx           | Ferrari        | 90        | + 18.92           | 1                | 6    |
| 3      | 6   | Clay Regazzoni       | Ferrari        | 89        | + 1 kolo          | 8                | 4    |
| 4      | 26  | Andrea de Adamich    | Surtees-Ford   | 89        | + 1 kolo          | 13               | 3    |
| 5      | 20  | Peter Revson         | McLaren-Ford   | 89        | + 1 kolo          | 11               | 2    |
| 6      | 29  | Carlos Pace          | March-Ford     | 89        | + 1 kolo          | 16               | 1    |
| 7      | 22  | Wilson Fittipaldi    | Brabham-Ford   | 88        | + 2 kola          | 14               |      |
| 8      | 12  | Tim Schenken         | Surtees-Ford   | 88        | + 2 kola          | 18               |      |
| 9      | 21  | Dave Walker          | Lotus-Ford     | 87        | Nedostatek paliva | 24               |      |
| 10     | 18  | Graham Hill          | Brabham-Ford   | 86        | + 4 kola          | 23               |      |
| 11     | 14  | Henri Pescarolo      | March-Ford     | 86        | + 4 kola          | 19               |      |
| Ret    | 1   | Jackie Stewart       | Tyrrell-Ford   | 69        | Nehoda            | 4                |      |
| Ret    | 9   | Chris Amon           | Matra          | 66        | Převodovka        | 6                |      |
| Ret    | 3   | François Cevert      | Tyrrell-Ford   | 65        | Zapalování        | 12               |      |
| Ret    | 8   | Peter Gethin         | BRM            | 65        | Motor             | 21               |      |
| Ret    | 11  | Denny Hulme          | McLaren-Ford   | 48        | Převodovka        | 2                |      |
| Ret    | 25  | Howden Ganley        | BRM            | 38        | Motor             | 20               |      |
| Ret    | 10  | Reine Wisell         | BRM            | 24        | Nehoda            | 10               |      |
| Ret    | 7   | Mario Andretti       | Ferrari        | 23        | Tlak oleje        | 5                |      |
| Ret    | 15  | Mike Hailwood        | Surtees-Ford   | 20        | Elektronika       | 15               |      |
| Ret    | 2   | Ronnie Peterson      | March-Ford     | 16        | Únik oleje        | 9                |      |
| Ret    | 16  | Rolf Stommelen       | Eifelland-Ford | 15        | Nehoda            | 17               |      |
| Ret    | 19  | Jean-Pierre Beltoise | BRM            | 9         | Převodovka        | 7                |      |
| Ret    | 24  | Niki Lauda           | March-Ford     | 7         | Diferenciál       | 25               |      |
| Ret    | 28  | Alex Soler-Roig      | BRM            | 6         | Nehoda            | 22               |      |
| DNQ    | 23  | Mike Beuttler        | March-Ford     |           |                   |                  |      |
| Zdroj: |     |                      |                |           |                   |                  |      |

## Průběžné pořadí po závodě
Pohár jezdců
|        | Pořadí | Jezdec             | Body |
| ------ | ------ | ------------------ | ---- |
|        | 1      | Denny Hulme        | 15   |
| 1      | 2      | Emerson Fittipaldi | 15   |
| 1      | 3      | Jacky Ickx         | 10   |
| 2      | 4      | Jackie Stewart     | 9    |
| 1      | 5      | Clay Regazzoni     | 7    |
| Zdroj: |        |                    |      |

Pohár konstruktérů
|        | Pořadí | Konstruktér  | Body |
| ------ | ------ | ------------ | ---- |
|        | 1      | McLaren-Ford | 17   |
| 2      | 2      | Lotus-Ford   | 15   |
|        | 3      | Ferrari      | 13   |
| 2      | 4      | Tyrrell-Ford | 9    |
| 1      | 5      | Surtees-Ford | 5    |
| Zdroj: |        |              |      |